# Elisabeth Förster-Nietzsche
Teresa Alexandra Elisabeth Förster-Nietzsche (Röcken,10 de julho de 1846 – Weimar, 8 de novembro de 1935), era irmã do filósofo Friedrich Nietzsche e a criadora do Arquivo Nietzsche em 1894, o que contribuiu nitidamente para a manutenção da memória do seu irmão.
Durante a década de 1880, ela estabeleceu uma colônia wagneriana no Paraguai.
Ela foi responsável por apresentar a obra de Nietzsche como favorável aos ideais nazifascistas, possivelmente desvirtuando a intenção geral da obra de seu irmão.
Nietzsche viveu seus últimos anos sob os cuidados de sua mãe, devido a uma perda das faculdades mentais, até à morte dela em 1897, depois ele ficou sob os cuidados de sua irmã, até a sua morte em 1900.

## Nueva Germania
Bernhard Förster planejou criar um "assentamento ariano puro" no Novo Mundo, e encontrou um local no Paraguai que ele pensou que seria adequado. O casal convenceu catorze famílias alemãs a se juntarem a eles na colônia, que se chamaria Nueva Germania, e o grupo deixou a Alemanha para a América do Sul em 15 de fevereiro de 1887.
A colônia não prosperou. A terra não era adequada para os métodos alemães de agricultura, as doenças se espalharam e o transporte para a colônia era lento e difícil. Confrontado com dívidas crescentes, Förster cometeu suicídio envenenando-se em 3 de junho de 1889. Quatro anos depois, sua viúva deixou a colônia para sempre e voltou para a Alemanha. A colônia ainda existe como distrito do departamento de San Pedro.

## Arquivo Nietzsche
O colapso mental de Friedrich Nietzsche ocorreu em 1889 (ele morreu em 1900), e após o retorno de Elisabeth em 1893, ela o considerou um doente cujos escritos publicados estavam começando a ser lidos e discutidos em toda a Europa. Förster-Nietzsche teve um papel de liderança na promoção de seu irmão, especialmente através da publicação de uma coleção de fragmentos de Nietzsche sob o nome de "A Vontade de Poder".

## Afiliação com o Partido Nazista
Em 1930, Förster-Nietzsche, uma nacionalista alemã e antissemita, tornou-se uma apoiadora do Partido Nazista. Depois que Hitler chegou ao poder em 1933, o Arquivo de Nietzsche recebeu apoio financeiro e publicidade do governo, em troca de que Förster-Nietzsche concedesse o prestígio de seu irmão defender ao regime. O funeral de Förster-Nietzsche em 1935 foi assistido por Hitler e vários alemães de alto escalão.